# Никита Михалков
Никита Сергеевич Михалков (на руски: Никита Сергеевич Михалков) е руски (съветски) режисьор, сценарист, актьор и продуцент.

## Биография
Никита Михалков е роден в семейството на детския писател Сергей Владимирович Михалков и поетесата и преводачка Наталия Петровна Кончаловская. Брат е на режисьора Андрей Кончаловски. По бащина линия произхожда от старинния дворянски род Михалкови, известен още от 15 век. През 16 век предците му са били приближени на руските царе.
До четвърти клас Михалков учи в Четвърто специално московско училище. Не се отличава с особено висок успех и не обича точните науки. Основното си образование довършва в обикновено училище. От 1956 до 1959 г. учи в музикално училище. За пръв път се снима в киното, когато е на 14 години. Участва с неголеми роли във филмите „Туче над борском“ (1960) и „Приключенията на Кроша“ (1961). Първата му значима роля е във филма на Георгий Данелия „Аз крача из Москва“. Тя му донася известност. Михалков е и изпълнител на популярната песен от филма.
През 1963 г. постъпва в актьорския факултет на театралния институт „Борис Щукин“. В 1966 г. се жени за състудентката си, актрисата Анастасия Вертинская. Същата година е изключен от института заради системно нарушаване на дисциплината. Премества се във 2 курс на режисьорския факултет във Всерусийския държавен институт по кинематография (ВГИК), в класа на Михаил Ром. Тук преди него учат брат му, Андрей Кончаловски и Андрей Тарковски.
През 1970 г. Никита Михалков се разделя с първата си съпруга. От нея той има син Степан.
През 1971 г. завършва ВГИК, дипломирайки се с късометражния филм „Спокоен ден в края на войната“. Той е отличен на VIII фестивал на студентското кино с наградата на журито „Съветски екран“.
Военната си служба отбива в периода 1971 – 1974 в атомния подводен флот в Камчатка. След уволнението си се жени за манекенката Татяна Соловеева. От брака с нея Михалков има две дъщери, Анна (1974 г.) и Надя (1987 г.) и син, Артем (1975 г.).
През 1974 г. е режисьорският му дебют „Свой сред чужди, чужд сред свои“, в който се изявява и като актьор и съсценарист. Филмът се радва на успех, затвърден от последвалите го „Незавършена пиеса за механично пиано“, „Няколко дни от живота на И. И. Обломов“, „Родня“ и други.
През 1984 г. Никита Михалков получава званието „Народен артист на РСФСР“. По това време той се радва и на международно признание.
Към края на 80-те години режисьорът създава творческото обединение „Три Те“ (творчество, товарищество, труд), съшествуващо днес под формата на продуцентска компания. Първият филм, изработен в него е „Урга – територия на любовта“ (1991), номиниран за „Оскар“.
От 1990 до 1995 г. Михалков заема поста президент на Всеруската тенисна федерация.
През 1992 г. режисьорът става член на президиума на Руския международен фонд на културата. От 1993 г. е председател на Руския фонд на културата, съвместно с академик Дмитрий Лихачов.
Филмът му от 1994 г. „Изпепелени от слънцето“ печели „Златна палма“ от Международния кинофестивал в Кан и „Оскар“ в категорията „Най-добър чуждестранен филм“.
През 1998 г. Михалков е избран за председател на ръководството на Съюза на кинематографистите в Руската федерация. Същата година снима суперпродукцията „Сибирският бръснар“, чийто бюджет възлиза на 45 милиона долара.
През 2003 г. работи съвместно с телевизионния канал „Русия“ по документалната поредица „Никита Михалков. Руският избор“, третиращ историята на белогвардейците. Създава документалните очерци „Отец“ и „Мама“, посветени съответно на стогодишнината от рождението на баща му, Сергей Михалков и деветдесетгодишнината от рождението на майка му, Наталия Кончаловская. Вторият филм печели голямата награда на международния фестивал „Златен витяз“.
За ролята на генерал Глеб Пожарский в „Статски съветник“ (2005) е отличен с приза „Кинотавър“, награда от Фестивала на руското кино във Франция и наградата на кинокритиката в Русия, „Златният орел“.
На Международния кинофестивал във Венеция през 2007 г. Никита Михалков получава „Златен лъв“ за филма си „12“.
По повод на петдесет и петата годишнина на руския президент Владимир Путин (7 октомври 2007) режисьорът прави за телевизионния канал „Русия“ документалния филм „55“. Филмът изтъква заслугите на Путин за възраждането на Русия. Приет е нееднозначно от руската публика.
Никита Михалков е президент на Московския международен кинофестивал от 21 юни 2007 г.

### Политическа дейност
Михалков участва активно в руската политика. Той е известен със своите понякога руски националистически и славянофилски възгледи. Михалков допринася за пропагандирането на идеите на Иван Илин в постсъветска Русия. Той е автор на няколко статии за Илин и му хрумва идеята да пренесе тленните му останки от Швейцария в Донския манастир в Москва, където философът е мечтал да намери последното си убежище. Церемонията по препогребването, както и на Антон Деникин – генерал, чийто лозунг е „Русия, единна и неделима“, се провежда на 3 октомври 2005 г.
През октомври 2006 г. Михалков посещава Сърбия, давайки морална подкрепа за суверенитета на Сърбия над Косово. През 2008 г. отново е в Сърбия, за да подкрепи Томислав Николич, който тогава се кандидатира като ултранационалистически кандидат за сръбския президент. Михалков участва в среща на „Номоканон“, сръбска младежка организация, която отрича военните престъпления, извършени от сърби през югославските войни от 1992–1999 г. В реч пред организацията Михалков говори за „война срещу православието“, като цитира православното християнство като „основната сила, която се противопоставя на културния и интелектуален Макдоналдс“. В отговор на изявлението му журналист пита Михалков: „Кое е по-добре, Макдоналдс или сталинизъм?“ Михалков отговаря: „Зависи от човека“. Михалков се описва като монархист.
Михалков е силен поддръжник на руския президент Владимир Путин. През октомври 2007 г. Михалков, който продуцира телевизионна програма за 55-ия рожден ден на Путин, подписва отворено писмо с молба Путин да не се оттегля след изтичането на мандата си.
Вертикалното ръководство на Михалков на Съюза на кинематографистите е критикувано от много видни руски режисьори и кинокритици като автократично и насърчава много членове да напуснат и да създадат конкурентен синдикат през април 2010 г.
През 2015 г. Михалков получава забрана да влиза в Украйна за 5 години заради подкрепата му за руското анексиране на Крим през 2014 г. Въпреки подкрепата си за анексирането на Крим, той също призова за освобождаването на лишения от свобода украински режисьор Олег Сенцов.
На 24 февруари 2022 г. се застъпва за международното признаване на Донецката народна република и Луганската народна република от Русия и подкрепя руското нахлуване в Украйна през 2022 г., като говори за предателството от Украйна и убийствата на жители на Донбас. Той също така критикува тези руски културни дейци, които се противопоставят на инвазията на Русия, с аргумента, че те са мълчали за престъпленията срещу Донбас, а сега според него само спасяват имуществото си в чужбина от санкции и изпращат децата си да учат там.
През декември 2022 г. ЕС санкционира Михалков във връзка с руското нахлуване в Украйна през 2022 г. През януари 2023 г. Украйна налага санкции на Михалков след подкрепата му за руското нахлуване в Украйна през 2022 г.

## Филмография

### Като режисьор
| Година | Име на български                       | Име на руски                                 | Пояснение                        |
| ------ | -------------------------------------- | -------------------------------------------- | -------------------------------- |
| 1967   |                                        | Девочка и вещи                               | курсова работа                   |
| 1968   |                                        | А я уезжаю домой                             | курсова работа                   |
| 1970   | Спокоен ден в края на войната          | Спокойный день в конце войны                 | дипломна работа                  |
| 1974   | Свой сред чужди, чужд сред свои        | Свой среди чужих, чужой среди своих          | първи пълнометражен игрален филм |
| 1976   | Робиня на любовта                      | Раба любви                                   | игрален                          |
| 1977   | Незавършена пиеса за механично пиано   | Неоконченная пьеса для механического пианино | игрален                          |
| 1979   | Пет вечери                             | Пять вечеров                                 | игрален                          |
| 1979   | Няколко дни от живота на И. И. Обломов | Несколько дней из жизни И. И. Обломова       | игрален                          |
| 1980   | Родня                                  | Родня                                        | игрален                          |
| 1983   | Без свидетели                          | Без свидетелей                               | игрален                          |
| 1987   | Очи чорние                             | Очи чёрные                                   | игрален                          |
| 1990   | Автостоп                               | Автостоп                                     | игрален                          |
| 1991   | Урга – територия на любовта            | Урга-территория любви                        | игрален                          |
| 1993   | Анна: от 6 до 18                       | Анна: от 6 до 18                             | документален                     |
| 1994   | Изпепелени от слънцето                 | Утомлённые солнцем                           | игрален                          |
| 1999   | Сибирският бръснар                     | Сибирский цирюльник                          | игрален                          |
| 2003   |                                        | Русские без России                           | документален                     |
| 2007   | 12                                     | 12                                           | игрален                          |
| 2007   | 55                                     | 55                                           | документален                     |

### Като актьор
| Година | Име на български                                                   | Име на руски                                                     | Роля                         |
| ------ | ------------------------------------------------------------------ | ---------------------------------------------------------------- | ---------------------------- |
| 1959   | Слънцето свети за всички                                           | Солнце светит всем                                               |                              |
| 1960   |                                                                    | Тучи над Борском                                                 | Петя                         |
| 1960   |                                                                    | Шумный день                                                      |                              |
| 1961   | Приключенията на Кроша                                             | Приключения Кроша                                                | Вадим                        |
| 1963   | Аз крача из Москва                                                 | Я шагаю по Москве                                                | Коля                         |
| 1965   |                                                                    | Год как жизнь                                                    |                              |
| 1966   |                                                                    | Перекличка                                                       |                              |
| 1966   |                                                                    | Не самый удачный день                                            |                              |
| 1967   | Червено и бяло                                                     | Звёзды и солдаты                                                 |                              |
| 1968   |                                                                    | Красная палатка                                                  | Чухновский                   |
| 1969   | Дворянско гнездо                                                   | Дворянское гнездо                                                | княз Нелидов                 |
| 1969   | Песен за Маншук                                                    | Песнь о Маншук                                                   |                              |
| 1979   | Спорт, спорт, спорт                                                | Спорт, спорт, спорт                                              |                              |
| 1972   | Станционният надзирател                                            | Станционный смотритель                                           |                              |
| 1974   | Свой сред чужди, чужд сред свои                                    | Свой среди чужих, чужой среди своих                              | есаул Бръйлов                |
| 1976   | Робиня на любовта                                                  | Раба любви                                                       |                              |
| 1977   | Незавършена пиеса за механично пиано                               | Неоконченная пьеса для механического пианино                     | Николай Иванович Трилецкий   |
| 1979   | Сибириада                                                          | Сибириада                                                        | Алексей Устюжанин през 60-те |
| 1980   |                                                                    | Два голоса                                                       |                              |
| 1981   | Родня                                                              | Родня                                                            | келнерът                     |
| 1981   | Портрет на жената на художника                                     | Портрет жены художника                                           |                              |
| 1981   | Приключенията на Шерлок Холмс и доктор Уотсън: Баскервилското куче | Приключения Шерлока Холмса и доктора Ватсона: Собака Баскервилей | сър Хенри                    |
| 1982   | Гара за двама                                                      | Вокзал для двоих                                                 | Андрей                       |
| 1982   |                                                                    | Инспектор ГАИ                                                    | Трунов                       |
| 1982   |                                                                    | Полёты во сне и наяву                                            | кинорежисьор                 |
| 1984   | Жесток романс                                                      | Жестокий романс                                                  | Паратов                      |
| 1990   |                                                                    | Под северным сиянием                                             |                              |
| 1991   | Унижените и оскърбените                                            | Униженные и оскорблённые                                         | княз Валковский              |
| 1992   |                                                                    | Прекрасная незнакомка                                            |                              |
| 1993   | Анна: от 6 до 18                                                   | Анна: от 6 до 18                                                 |                              |
| 1994   | Изпепелени от слънцето                                             | Утомлённые солнцем                                               | Сергей Котов                 |
| 1996   | Ревизор                                                            | Ревизор                                                          | Городничий                   |
| 1999   | Сибирският бръснар                                                 | Сибирский цирюльник                                              | император Алексанъдр III     |
| 2003   |                                                                    | Русские без России                                               |                              |
| 2005   |                                                                    | Жмурки                                                           | криминалистът Михалич        |
| 2005   |                                                                    | Персона Нон Грата                                                |                              |
| 2005   |                                                                    | Статский советник                                                | Глеб Георгиевич Пожарский    |
| 2006   |                                                                    | Мне не больно                                                    | Сергей Сергеевич             |
| 2007   | 12                                                                 | 12                                                               |                              |
| 2007   |                                                                    | Тупой Жирный Заяц                                                | Никита Михалков              |